# موريس تيليت
موريس تيليت (بالفرنسية: Maurice Tillet)‏ (23 أكتوبر 1903 - 4 سبتمبر 1954) من أصل روسي - أنتقل وعاش في فرنسا مصارع محترف، وظل معروف بـ اسم الحلبة،  'الملاك الفرنسي' . كان تيليت نجم رائد في مجال سحب شباك التذاكر في 1940s في وقت مبكر، وتوج مرتين بطل العالم للوزن الثقيل من قبل رابطة المصارعة الأمريكية التي يديرها صديقه بول في بوسطن.

## النشأة
ولد تيليت في عام 1903 في جبال الأورال في روسيا وأنتقل إلى فرنسا. مع والديه <اسم المرجع = "أوليفر" /> والدته كانت معلمه وله وكان والده مهندس السكك الحديدية. توفي والد تيليت عندما كان شابا. عندما كان طفلا كان لديه مظهر طبيعي تماما، وكان تيليت لقب د «الملاك» بسبب وجهه الملائكي. في عام 1917، والد تيليت ووالدته غادرا روسيا بسبب الثورة وانتقلا إلى فرنسا، حيث استقروا في ريس. عندما كان تيليت 17، لاحظ تورم في قدميه ويديه، والرأس، وبعد زيارة الطبيب شخصت مع ضخامة الأطراف - وهي حالة تسبب عادة عن طريق ورم حميد على الغدة النخامية مما أدى إلى فرط نمو العظام وسماكته.
وقال انه يريد أن يصبح محاميا، ولكن ضخامة النهايات له منعته من القيام بذلك. تيليت خدم في البحرية الفرنسية لمدة خمس سنوات كمهندس.

## المسيرة الرياضية
هاجر موريس إلى الولايات المتحدة الأمريكية في عام 1937 وهناك احترف المصارعة الحرة، وحصل على بطولات عدة منها: بطولة رابطة المصارعة الأمريكية في عامي 1942، 1944، واشتهر حينها بلقب " الغول " the orge"، ولكنه دائماً ما كان يفضل أن ينادى " بالملاك". 
ولأن لموريس الفضل في انعاش رياضة المصارعة الحرة فقد تم نحت تماثيل نصفية لوجهه تقديراً لجهوده في عالم المصارعة له التماثيل معروضة حالياُ في متحف شيكاغو الدولي للعلوم الجراحية.

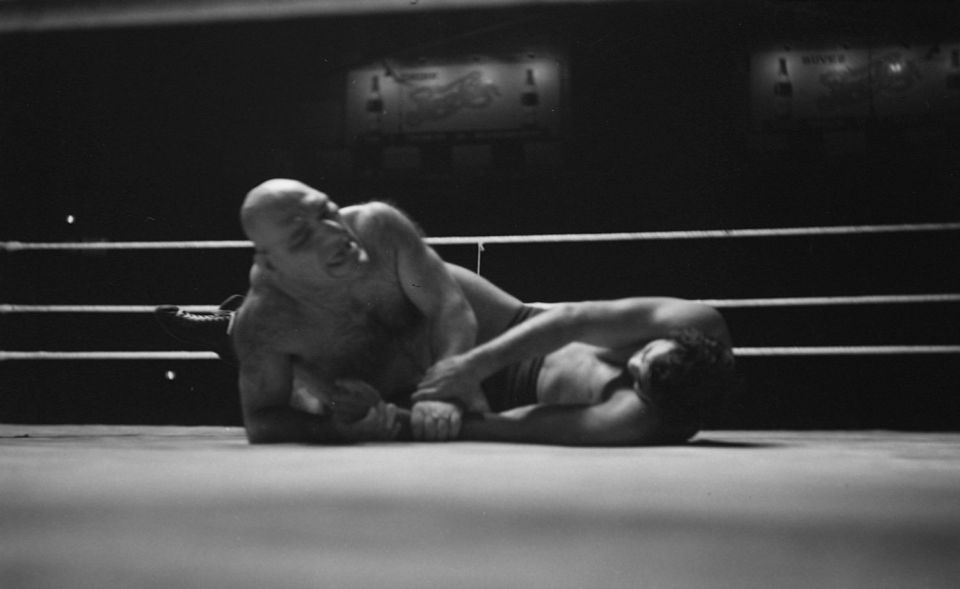

## الجوائز

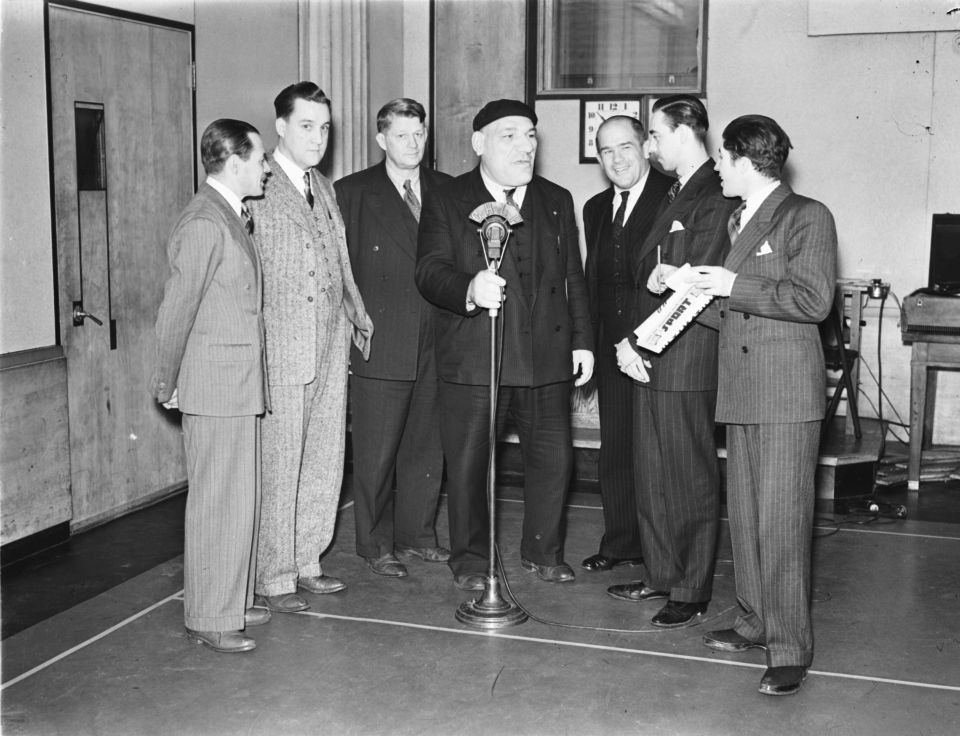

## الوفاة
توفي تيليت يوم 4 سبتمبر 1954، في فرنسا، بسبب مرض القلب ونقل ودفن في الولايات المتحدة قرية جاستيك (إلينوي) مقاطعة كوك (إلينوي) بولاية شيكاغو

## روابط خارجية
- موريس تيليت على موقع IMDb (الإنجليزية)
- موريس تيليت على موقع WrestlingData.com (الإنجليزية)
- موريس تيليت على موقع CageMatch worker (الإنجليزية)
- موريس تيليت على موقع عالم المصارعة على الإنترنت (الإنجليزية)